# Bzenica
Bzenica (en allemand : Senitz bei Scharnowitz ; en hongrois : Szénásfalu) est un village du district de Žiar nad Hronom, dans la région de Banská Bystrica, en Slovaquie.

## Histoire
La première mention écrite du village date de 1326.

## Démographie

### Évolution de la population
| Année:               | 1994. | 2004.   | 2014.   | 2024.   |
| -------------------- | ----- | ------- | ------- | ------- |
| Nombre de personnes: | 595   | 546     | 591     | 646     |
| Différence:          |       | -8,23 % | +8,24 % | +9,30 % |

| Année:               | 2023. | 2024.   |
| -------------------- | ----- | ------- |
| Nombre de personnes: | 644   | 646     |
| Différence:          |       | +0,31 % |